# Gmina Ljungby
Gmina Ljungby (szw. Ljungby kommun) – gmina w Szwecji, w regionie Kronoberg, siedzibą jej władz jest Ljungby.
Pod względem zaludnienia Ljungby jest 86. gminą w Szwecji. Zamieszkuje ją 27 004 osób, z czego 49,71% to kobiety (13 424) i 50,29% to mężczyźni (13 580). W gminie zameldowanych jest 1009 cudzoziemców. Na każdy kilometr kwadratowy przypada 15,4 mieszkańca. Pod względem wielkości gmina zajmuje 49. miejsce.